# Népújság
Népújsag este un cotidian în limba maghiară din județul Mureș cu redacția în Târgu Mureș. 

## Istoric
Predecesorii cotidianului:
- Népújság (1924–1925, Cluj)
- Népújság, anexa cotidianului Brassói Lapok (1932–1940)
- Népi Egység(martie 1948-august 1948)
- Népújság (1948–1951)
- Előre (1951–1952)
- Vörös Zászló (5 august 1952-1989)
- Népújság (1989–)

## Redacția
- Zsigmond Karácsonyi (redactor șef)
- Ilona Ferenczi, Nagy Miklós Kund, Gyöngyi Bodolai, Edith Mózes (redactori)